# 니시우라카미역
니시우라카미역(일본어: 西浦上駅)은 일본 나가사키현 나가사키시에 있는 규슈 여객철도 나가사키 본선의 철도역이다. 단선 승강장 1면 1선의 구조를 지닌 지상역이다.

## 이용 현황
| 연도     | 하루 평균 승차 인원 |
| 2000년도 | 865                 |
| 2001년도 | 779                 |
| 2002년도 | 356                 |
| 2003년도 | 323                 |
| 2004년도 | 305                 |
| 2005년도 | 301                 |
| 2006년도 | 287                 |
| -------- | ------------------- |

## 역 주변
- 나가사키 대학
- 지토세피아
  - 나가사키 시 니시우라카미 지소
  - 나가사키 시 지토세피아 홀
- 나가사키 터널

## 역사
- 1987년
  - 3월 9일 : 개업.
  - 4월 1일 : 민영화에 의해, 규슈 여객철도로 이관.

## 인접 정차역
| 규슈 여객철도 나가사키 본선 | 규슈 여객철도 나가사키 본선 | 규슈 여객철도 나가사키 본선 |
| --------------------------- | --------------------------- | --------------------------- |
| 미치노오 기키쓰 방면        | 나가요 지선                 | 우라카미 우라카미 방면      |